# 建寧府

福建省の建寧府の位置（1820年）

建寧府（けんねいふ）は、中国にかつて存在した府。宋代から民国初年にかけて、現在の福建省南平市一帯に設置された。

## 概要
1162年（紹興32年）、南宋により建州が建寧府に昇格した。建寧府は福建路に属し、建安・甌寧・建陽・崇安・浦城・松渓・政和の7県と豊国監を管轄した。
1279年（至元16年）、元のとき、建寧府は建寧路と改められた。建寧路は江浙等処行中書省に属し、録事司と建安・甌寧・建陽・崇安・浦城・松渓・政和の7県を管轄した。
1368年（洪武元年）、明により建寧路は建寧府と改められた。建寧府は福建省に属し、建安・甌寧・建陽・崇安・浦城・松渓・政和・寿寧の8県を管轄した。
清のとき、建寧府は福建省に属し、建安・甌寧・建陽・崇安・浦城・松渓・政和の7県を管轄した。
1913年、中華民国により建寧府は廃止された。